# Віїшоара (Єдинецький район)
Віїшоара (рум. Viișoara) — село в Єдинецькому районі Молдови. Утворює окрему комуну. 